# Beyaz peynir
Beyaz peynir (en turc, literalment «formatge blanc»), és un formatge blanc salat elaborat amb llet sense pasteuritzar. El formatge té un aspecte lleugerament granulat i és similar a la varietats dels Balcans de formatges blancs com ara el feta i el sirene.
El beyaz peynir es produeix en una varietat d'estils, que van des de les quallades de formatge no madurat a una molt forta versió madura. Es menja sense format, per exemple, com a part de l'esmorzar turc tradicional, utilitzat en amanides, com meze amb rakı, i s'incorpora als aliments cuinats com menemen, börek i pide.
La paraula peynir ve de "paniir" (پنیر) en persa.